# Marli Huijer
Lina Maria (Marli) Huijer (Amsterdam, 1955) is een Nederlands emeritus hoogleraar aan de Erasmus Universiteit Rotterdam, filosoof en voormalig lector en arts. Van 2015 tot 2017 was zij Denker des Vaderlands.

## Loopbaan
Na haar gymnasiumdiploma studeerde Marli Huijer medicijnen aan de Vrije Universiteit Amsterdam. Ze werkte als coördinator bij de Medisch-sociale Dienst Heroïne Gebruikers (junkiebond) te Amsterdam, en volgde de beroepsopleiding tot huisarts. Na haar huisartsenopleiding werkte ze als methadonarts en studeerde filosofie.
Ze studeerde in 1991 cum laude af in de sociale filosofie aan de Universiteit van Amsterdam en in 1996 promoveerde ze op het proefschrift De kunst gewoon te leven. Aids en de bestaansesthetiek van Foucault. Ze werkte als senior-onderzoeker praktische filosofie aan de Rijksuniversiteit Groningen. Van 2002 tot 2005 was Huijer werkzaam als bijzonder hoogleraar gender en biomedische wetenschap aan de Universiteit Maastricht. In 2008 werd ze benoemd tot bijzonder hoogleraar filosofie aan de Erasmus Universiteit Rotterdam. Ze was tevens van 2007 tot 2017 als lector Filosofie en Beroepspraktijk verbonden aan De Haagse Hogeschool. In 2015 volgde ze René Gude op als Denker des Vaderlands. Van 2016 tot 2021 was ze gewoon hoogleraar Publieksfilosofie aan de Erasmus Universiteit Rotterdam, waar ze op 16 november 2018 haar inaugurele rede, Denkende Verbeelding: Publieksfilosofie in de 21e eeuw, (Boom, 2018) uitsprak bij de aanvaarding van haar ambt. Na haar emeritaat zette Huijer haar werkzaamheden voort. Ze begeleidt promovendi, is voorzitter van de Maand van de Filosofie, schrijft boeken, wetenschappelijke artikelen en columns voor dagblad Trouw.

## Filosofie
Huijers motto is een uitspraak van Arnold Heumakers: "Filosofie moet het leven moeilijker maken".
Huijers onderzoek richt zich op de filosofie van mens en cultuur. Vooral de vraag hoe mensen tot ordeningen komen houdt haar bezig. Hoe ordenen we de tijd? Hoe richten technieken en apparaten de publieke ruimte in? Hoe disciplineren we onszelf en elkaar tot gedrag dat het mogelijk maakt om vreedzaam samen te leven? Belangrijke thema's in haar werk zijn ritme, discipline, seks en sterfelijkheid. Het werk van Michel Foucault en Hannah Arendt staan bij de uitwerking van die thema's vaak centraal. Huijer beweegt steeds heen en weer tussen de academische filosofie en de publieksfilosofie.